# Chopper (film)
Pour les articles homonymes, voir Chopper.
 (avril 2017).
Si vous disposez d'ouvrages ou d'articles de référence ou si vous connaissez des sites web de qualité traitant du thème abordé ici, merci de compléter l'article en donnant les références utiles à sa vérifiabilité et en les liant à la section « Notes et références ».
Pour plus de détails, voir Fiche technique et Distribution.
Chopper est un film australien réalisé par Andrew Dominik, sorti en 2000. Ce film retrace la vie d'un criminel australien auteur de best-sellers.

## Synopsis
Ce premier long métrage d'Andrew Dominik raconte la vie de l'ennemi public no 1 en Australie, le très charismatique Mark « Chopper » Read (en). En voulant s'imposer comme le caïd dans le quartier de haute sécurité d'un pénitencier australien, où il est incarcéré pour avoir monté un attentat contre un juge, Chopper assassine Keithy George. Cet incident, très courant en prison, va être un événement capital dans le déroulement de sa vie.
Trahi, craint et acclamé par des milliers de fans à travers le monde, Chopper nous mène à travers son histoire. Il ment comme il respire ; charitable au tempérament chaud, ce tueur en série peut tourner toute une situation en sa faveur et peut se justifier sans être cerné.

## Fiche technique
- Titre : Chopper
- Réalisation : Andrew Dominik
- Scénario : Andrew Dominik, d'après le livre de Mark Brandon Read
- Production : Michele Bennett, Michael Gudinski, Al Clark et Martin Fabinyi
- Sociétés de production : Australian Film Finance Corporation (en), Mushroom Pictures et Pariah Entertainment Group
- Musique : Mick Harvey
- Photographie : Geoffrey Hall et Kevin Hayward
- Montage : Ken Sallows
- Décors : Paddy Reardon
- Costumes : Terry Ryan
- Pays d'origine : Australie
- Format : Couleurs - 1,85:1 - Dolby Digital - 35 mm
- Genre : Biopic et drame
- Durée : 94 minutes
- Dates de sortie : 3 août 2000 (Australie), 30 mai 2001 (France), 5 juin 2002 (Belgique)
- Film interdit aux moins de 16 ans lors de sa sortie en France

## Distribution
- Eric Bana : Mark Brandon 'Chopper' Read
- Simon Lyndon : Jimmy Loughnan
- David Field : Keithy George
- Daniel Wyllie (en) : Bluey
- Bill Young : le détective Downie
- Vince Colosimo : Neville Bartos
- Kenny Graham : Keith Read
- Kate Beahan : Tanya
- Serge Liistro : Sammy le Turc
- Pam Western : la mère de Tanya
- Garry Waddell : Kevin Darcy
- Brian Mannix : Ian James
- Skye Wansey : Mandy
- Annalise Emtsis : Shazzy
- Johnnie Targhan : Paul le videur

## Autour du film
Une autre scène remarquable est celle pendant laquelle Chopper explique la vraie raison pour laquelle il a tué Sammy Le Turc. D'abord dans un style dramatique, cette explication devient presque vaudevillesque. Sur ce sujet, Andrew Dominik s'exprime : « En multipliant les approches sur ce crime (dont Chopper fut finalement disculpé), nous avons voulu montrer comment un événement dramatique et écœurant finit par se transformer en une anecdote burlesque. Ce processus me paraît extrêmement troublant, mais il faut rappeler que la plupart de ces horribles meurtres perdent graduellement de leur impact et se banalisent au fil des ans. Au point que les gens en oublient le caractère monstrueux, et viennent quelques années plus tard en touristes sur le lieu du crime pour s'y faire prendre en photo. ».

## Bande originale
- Don't Fence Me In, interprété par Frankie Laine
- Black and Blue, interprété par Chain (en)
- Sweet Love, interprété par Renée Geyer
- Bad Boy for Love, interprété par Rose Tattoo
- Stuck on You, interprété par Rose Tattoo
- Forever Now, interprété par Cold Chisel
- Release the Bats, interprété par The Birthday Party
- Senile Dementia, interprété par The Saints
- Ever Lovin' Man, interprété par Mick Harvey et The Loved Ones

## Distinctions

### Récompenses
- Meilleur réalisateur, meilleur acteur pour Eric Bana et meilleur second rôle masculin pour Simon Lyndon, lors des Australian Film Institute Awards en 2000.
- Meilleur réalisateur de film indépendant et meilleur acteur pour Eric Bana, lors des IF Awards en 2000.
- Meilleur acteur pour Eric Bana, lors du Festival du film de Stockholm en 2000.
- Grand prix et prix de la critique, lors du Festival du film policier de Cognac en 2001.
- Meilleur film, meilleur réalisateur, meilleur acteur pour Eric Bana et meilleur second rôle masculin pour Simon Lyndon, lors des Film Critics Circle of Australia Awards en 2001.

### Nominations
- Meilleur film, meilleur scénario adapté, meilleure bande originale, meilleure photographie, meilleur montage, meilleurs décors et meilleur son (Frank Lipson, Glenn Newnham, Steve Burgess, John Schiefelbein), lors des Australian Film Institute Awards en 2000.
- Meilleur film, lors du Festival du film de Stockholm en 2000.
- Meilleur film étranger indépendant de langue anglaise, lors des British Independent Film Awards en 2001.
- Meilleur scénario adapté, meilleure bande originale, meilleure photographie, meilleur montage et meilleur second rôle féminin pour Kate Beahan, lors des Film Critics Circle of Australia Awards en 2001.